# Devonshire hercege
A Devonshire hercege az angol főnemesség körébe tartozó nemesi cím. A címet a Cavendish család viseli 1694-es létrehozása óta; ez a család több ágán keresztül is főnemesi rangra emelkedett, lásd Newcastle hercegei is. A Devonshire hercege cím udvariassági mellékcíme a Hartington márkija, amelyet hagyományosan a herceg legidősebb fia használ, bár a XX. századtól kezdve előfordul, hogy ehelyett a Burlington grófja címet viseli. A hercegi címmel együtt öröklődnek olyan alsóbb rangú címek is, mint a Devonshire grófja (1618), Hardwick Cavendish bárója (1605) és a Keighley Cavendish bárója (1831).
A hercegek – az utolsó kivételével – mind magas rangú államférfiak és vezető politikusok voltak, és mindannyian a Térdszalagrend lovagjai lettek, megszakítás nélkül tizenegy generáción át – ilyen sorozatra más családnál nincs példa. A kiemelkedő hercegek közé tartozik William Cavendish, az első herceg, aki az Angol forradalom egyik szervezője és a whig arisztokrácia vezéralakja volt. A negyedik herceg rövid ideig miniszterelnök volt 1756-ban. A nyolcadik herceg több évtizeden át a liberális és liberális unionista párt egyik legtekintélyesebb vezetője volt, és háromszor ajánlották fel neki a miniszterelnökséget.
A Devonshire hercegi cím szorosan kapcsolódik a Chatsworth-házhoz, amely az angol arisztokrácia egyik legismertebb és legpompásabb rezidenciája, és évszázadok óta a Cavendish család hatalmának központja. A hercegi család az Egyesült Királyság egyik legnagyobb földbirtokosa, több százezer holdas területekkel, különösen Derbyshire és Yorkshire megyékben. A Cavendish név nemcsak politikai és gazdasági befolyást jelent, hanem jelentős tudományos örökséget is hordoz: Henry Cavendish, a híres fizikus, valamint a hetedik herceg, a Cavendish Laboratory alapítója révén.

## William Cavendish, Devonshire 4. grófja, Devonshire 1. hercege (1694)KGPC

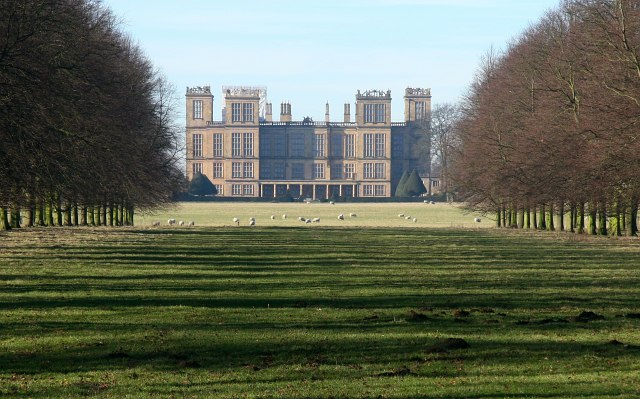
Az erzsébetkorabeli Hardwick-ház Derbyshire-ben a család egyik ősi birtoka

William Cavendish (1640/41 január 25. – 1707 augusztus 18.) ifjúkora a polgárháború zűrzavarában telt, majd külföldi tanulmányútja után 1661-ben képviselővé választották Derbyshire-ben. II. Károly király palástját vitte a koronázáson. 1662-ben feleségül vette Mary Butlert, Ormonde első hercegének leányát. 1684-ben apja halálával örökölte a grófi címet. Az Dicsőséges forradalom idején, 1688-ban a „Hét Halhatatlan” egyikeként írta alá a Vilmos herceget Angliába hívó levelet. Hűségéért 1694-ben megkapta a Devonshire hercege címet – al- vagy mellékcíme a és Hartington márkija. 1689-től haláláig a királyi háztartás főudvarmestere (Lord Steward of the Household) volt.
Pályafutása során következetesen a protestáns érdekeket képviselte, többek között aktívan támogatta a Habeas Corpus törvényt. Támogatta az Orániai Vilmos melletti fegyveres fellépést Derbyben és Nottinghamben. A forradalom után főudvarmesterként irányította III. Vilmos és Anna királynő koronázását. Kulcsszerepet játszott az 1707-es angol-skót unió létrehozásában. Részt vett a flotta vizsgálatában a beachy headi vereség után. Elkísérte Vilmos királyt diplomáciai küldetésen Hágába, illetve jelen volt a brandenburgi választófejedelem és más külföldi uralkodók fogadásánál is. Katonaként részt vett Mons ostromában.
A Chatsworth-ház építését 1687-ben kezdte el, barokk pompával, olasz mesterek közreműködésével. Művészetpártolóként kiváló ízlése volt, de – a korszakban ritka módon – elutasította a divatos holland stílust. A filozófia iránt is érdeklődött, fiatalon Hobbes tanítványa volt, de később nyilvánosan elhatárolódott tanaitól. Több alkalommal párbajozott, például Lord Mohun ellen. A korban nagy port felvert Coningsmarck-ügyben áttételesen érintett volt. Személyes életében szerette a fényűzést, több szeretőt is tartott, gyermekei is születtek tőlük.

## William Cavendish, Devonshire 2. hercegeKGPC
William Cavendish (1673 – 1729. június 4.) az első herceg és James Butler, Ormonde 1. hercege lányának, Mary Butlernek volt a fia. 1688-ban feleségül vette Rachel Russellt, Bedford első hercegének unokáját. A parlamentben több választókerület (Derbyshire, Castle Rising, Yorkshire) képviselőjeként szolgált 1695 és 1707 között, majd különböző magas udvari tisztségeket töltött be: volt többek között Lord Steward of the Household (1707–1710, 1714–1716), a Titkos tanács elnőke (1716–1717, 1725–1729), valamint Derbyshire hadnagya (1707–1710, 1714–1729). 1707-ben örökölte apja címeit, 1710-ben elnyerte a Térdszalagrend lovagi címét is.

## William Cavendish, Devonshire 3. hercegeKGPC
William Cavendish (1698 – 1755. december 5.) a második herceg és Rachel Russell fia. Az oxfordi New College hallgatója volt, majd 1721 és 1729 között egymást követően három választókerületet – Lostwithiel, Grampound és Huntingdonshire – képviselt a parlamentben. 1729-ben apja halálával örökölte a Devonshire hercege címet, ezzel bekerült a Lordok Házába. Kétszer is volt a királyi háztartás főfelügyelője (Lord Steward), a titkos pecsét őrzője Lord Privy Seal, 1731–33), ír alkirály (Lord Lieutenant of Ireland, 1737–1745), valamint négyszer is az ország régenseként szolgált. A Térdszalagrend lovagja lett 1733-ban, és a jakobita felkelés idején (1745) saját milíciát állított fel Derbyshire-ben, a Derbyshire Blues néven. Családi székhelyét áthelyezte Bloomsburyból a divatos Piccadillybe, és támogatta a a londoni Foundling Hospitalt (lelencház) is.

## William Cavendish, Devonshire 4. hercegeKGPC

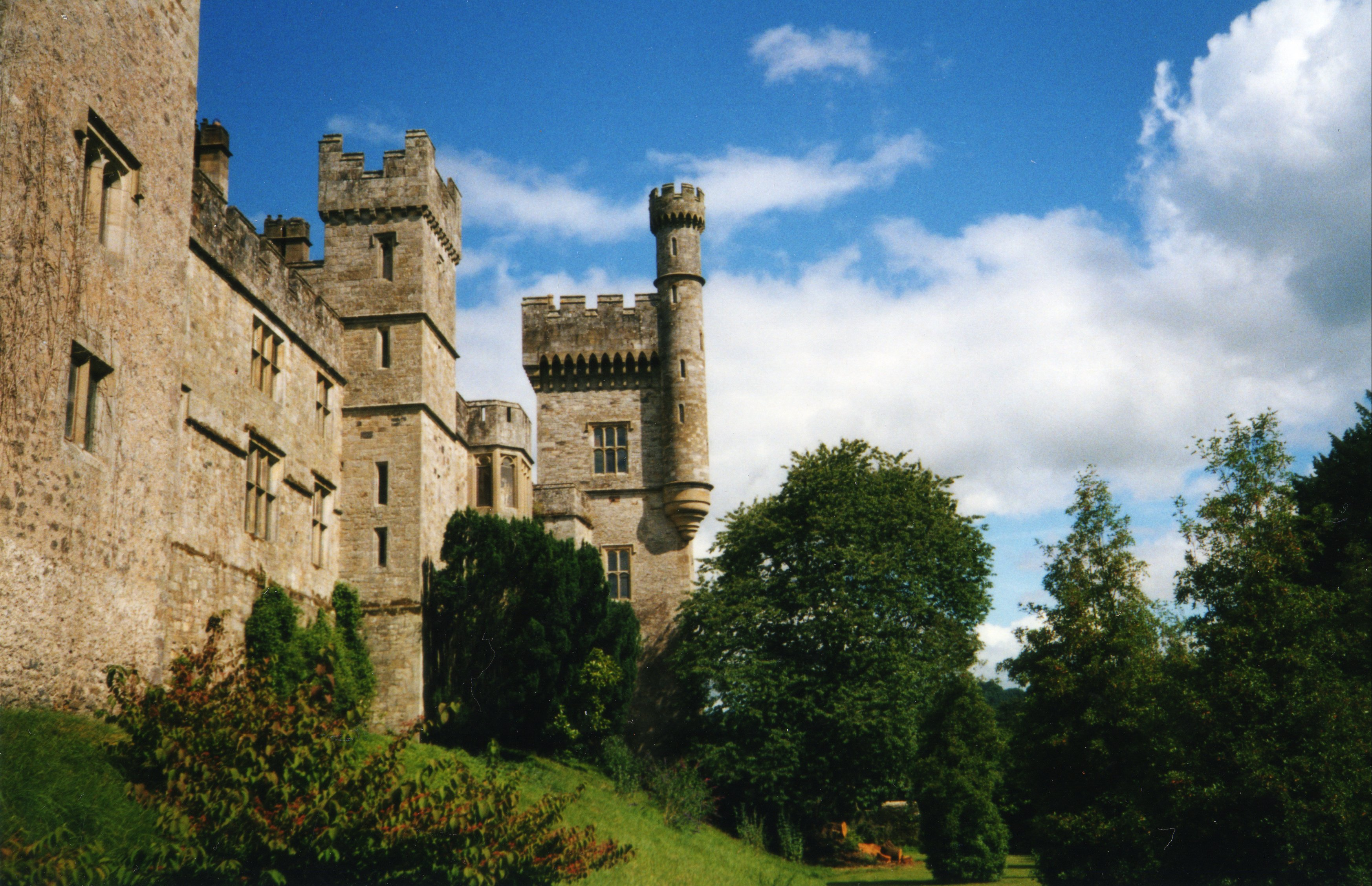
Az Észak-írországi Waterford megyében álló Lismore kastély, a Devonshire hercegek magántulajdona

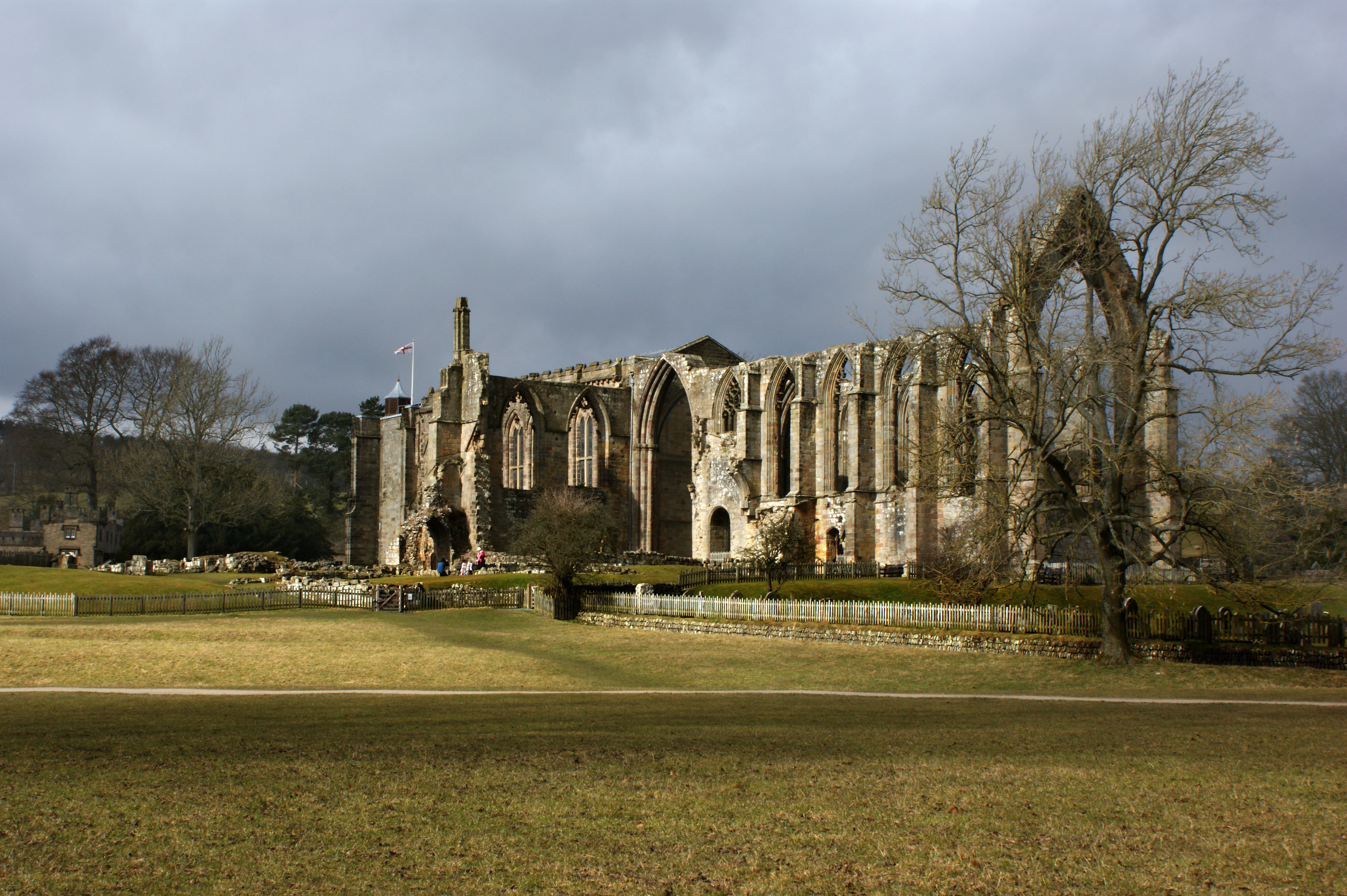
A North Yorkshire-i Bolton Apátság a kolostorok felosztása után először a Clifford bárók, majd házassági hozományként Devonshire hercegek birtokába került, ma is ők tulajdonolják

William Cavendish (1720 – 1764. október 2.) az oxford-i New College-ben tanult. Derbyshire-t képviselte a parlamentben 1741-től. A whig párt tagjaként mérsékelt politikai nézeteket vallott. 1748-ban feleségül vette Charlotte Boyle-t, Clifford 6. bárónőjét, így jelentős vagyon és örökség – köztük a Lismore Castle, Londesborough Hall és Bolton Abbey – szállt a Cavendish családra.
Apja 1755-ös halála után örökölte a Devonshire hercege címet. Ugyanebben az évben Írország kormányzójává (Lord-Lieutenant of Ireland) nevezték ki. Bár politikai ambíciói mérsékeltek voltak, 1756-ban a kormányfői tisztséget is elvállalta, miután a politikai válság miatt George Grenville és mások nem tudtak stabil kormányt alakítani. Rövid ideig hivatalosan is ő töltötte be a miniszterelnöki posztot, de a tényleges hatalom William Pitt kezében volt.
Devonshire hercege hűségesen támogatta a hétéves háborút, és közvetítő szerepet vállalt a királyi udvar és a Pitt-féle whig csoport között. Az 1760-ban trónra lépő III. György azonban nem bízott benne, így 1762-ben, egy politikai megtorlás során személyesen záratta ki őt a Titkos tanácsból. Ez megalázó lépés volt, amelyet a whig arisztokrácia tagjai is mélyen sérelmeztek. Ezzel politikai pályája gyakorlatilag lezárult, és visszavonult a közélettől.
1764. október 2-án hunyt el a belgiumi Spa városában, 44 éves korában. Felesége már korábban, 1754-ben meghalt.

### A Bentinck család és Portland hercegei
A Bentinck család holland eredetű, és felemelkedésüket elsősorban Hans Willem Bentinck, Portland első grófjának köszönhetik, aki III. Vilmos angol király közeli bizalmasa és kísérője volt 1688-as trónra lépéskor. A család angliai befolyása ezzel megalapozódott, 1716-tól Portland hercegei, de a XVII. század végére a politikai pozíció megerősítéséhez új szövetségek váltak szükségessé. Dorothy Cavendish, William Cavendish, 4. Devonshire hercege leányaként nemcsak előkelő származású volt, hanem a Cavendish-család jelentős politikai és gazdasági hátterét is képviselte. Házassága William Bentinckkel, Portland 3. hercegével 1795-ben nemcsak rangban volt megfelelő, hanem egy tudatos politikai szövetséget is jelentett a whig arisztokrácia két fontos háza között. Dorothy ezért kiemelkedő hozományt kapott, amely révén a Cavendish-vagyon jelentős része a Bentinckek kezébe került.
A férj és feleség őse egyaránt William Cavendish (1505–1557) és Bess of Hardwick unokája, William Cavendish, Newcastle első hercege, a Cavendish család egyik jelentős ágának megalapítója volt. (Családfán lásd itt) Tőle származott női ágon Henrietta Cavendish, majd az ő lánya, Margaret Bentinck, Portland hercegnéje. Margaret fia, William Cavendish-Bentinck, a Portland 3. hercege, így anyai ágon a Cavendish család leszármazottja volt. Ő 1795-ben feleségül vette Dorothy Cavendisht, a Devonshire hercegi ág örökösét, aki szintén William Cavendish és Bess of Hardwick leszármazottja volt. A házasság tehát a Cavendish család két, évszázadok óta külön öröklődő ágát egyesítette újra, s ezzel politikai és vagyoni szempontból is megerősítette a Bentinck-család helyzetét.

## William Cavendish Devonshire 5. hercegeKG
William Cavendish (1748. december 14. – 1811. július 29.) brit főnemes és politikus volt. 1764-ben örökölte apjától a hercegi címet, anyai ágon pedig a Clifford báróságot és a Boyle-vagyont. 1782-ben a Térdszalagrend lovagjává választották. Jelentős hivatali tisztségeket töltött be: 1766 és 1793 között Írország fő kincstárnoka (Lord High Treasurer of Ireland) és Cork megye kormányzója, majd 1782-től haláláig Derbyshire hadnagya. Háromszor is felajánlották számára a kabinettagságot, de mindhárom alkalommal elutasította.
Első felesége Georgiana Spencer volt, aki révén befolyásos politikai és társasági körökbe került. A házasságból egy fiú (a és két leány született. Második felesége Elizabeth Foster volt, aki korábban szeretője és felesége barátnője is volt. Tőle nem született törvényes gyermeke, de két törvénytelen gyermeküket később elismerték és házasságuk után legitimálták.
Családi és építészeti tevékenysége révén jelentős szerepe volt Buxton fürdőváros fejlesztésében, ahol a Bath mintájára építtetett palotát, szállodát és kupolás istállókat, utóbbiak – Devonshire Dome – ma is állnak.

## William Cavendish, Devonshire 6. hercegeKGPC
William George Spencer Cavendish (1790. május 21. – 1858. január 18.) Párizsban született. Tanulmányait a Harrow Schoolban és a cambridge-i Trinity College-ban végezte. Huszonegy évesen örökölte a hercegi címet és nyolc főúri rezidenciát, valamint 809 km2 földbirtokot. A whig pártot támogatta szavazataival és befolyásával, miközben maga ritkán szólalt fel a Lordok Házában.
1826-ban ő vezette a rendkívül fényűző brit küldöttséget I. Miklós orosz cár koronázására személyes vagyonából is jelentős összeget költve. A cár a hálája jeléül kitüntetésekkel – Szent András-rend és Szent Alexander Nyevszkij Rend – jutalmazta, majd 1844-ben angliai látogatása során külön ellátogatott hozzá Chiswickbe. Ugyanebben az évben a herceg árverésen  7000 fontért értékesítette érem- és pénzgyűjteményét, amelynek értékét 50 000 fontra becsülték. Irodalmi érdeklődése is jelentős volt, baráti kapcsolatban volt Antonio Canovával és Charles Dickensszel, de érdeklődött a régi angol dráma és a könyvgyűjtés iránt is.
A kertészet lelkes támogatójaként 1838-tól haláláig a Királyi Kertészeti Társaság elnöke volt. Alkalmazta Joseph Paxtont, aki megtervezte Chatsworth híres üvegházát, amely inspirációként szolgált az 1851-es londoni Világkiállítás Londoni kristálypalotájához. Jelentős fejlesztéseket végzett birtokain, többek között átépíttette Edensor falut. 1845-ben magánkiadásban megjelentette Handbook to Chatsworth and Hardwick című művét, amelyet Dickens is dicsért.
A herceg életét nagyrészt beárnyékolta egyre súlyosbodó nagyothallása. Bár szerette volna feleségül venni unokatestvérét, Caroline Ponsonbyt, a nő végül William Lambet, Melbourne vikomtját választotta, ami mélyen megrázta. Soha nem nősült meg, 1858. január 18-án hunyt el Hardwick Hallban.

### A Clifford bárói és a Burlington grófi cím

Clifford címere: arany és kék sakktábla-minta, vörös harántpólya

A Clifford bárói cím 1628-ban Henry Clifford parlamentbe hívásával keletkezett, ezért lehetséges volt női ági öröklése. Erre azonnal sor került, amikor az első báró után egyetlen lánya maradt, Elizabeth Clifford, Clifford 2 bárónője. Elizabeth férje Richard Boyle, Burlington 1., Cork 2. grófja volt. Amikor Richard Boyle, Burlington 3. és Cork 4. grófja 1753. december 4-én meghalt, az ír főrendi Cork grófja címe a Boyle családon belül öröklődött, az angol főrendi Burlington grófja cím kihalt. Így lett egyetlen életben levő lánya Charlotte Boyle Clifford 6. bárónője. A bárónőt Devonshire negyedik hercege vette el. Charlotte fiai, az 5. és 6. Devonshire hercegek, örökölték a báróságot. 1858-ban a hatodik herceg gyermek nélkül halt meg. A bárói cím jogilag nem szűnt meg, hanem öröklési szünet állapotba került, mert nem maradt egyértelmű örökös, a hercegnek két nővére között oszlott meg a cím örökölés joga. Georgiana Dorothy George Howard, Carlisle 6. grófja, Harriet Elizabeth pedig Granville Leveson-Gower, Granville 1. grófja felesége volt. A cím azóta nem lett előhívva, továbbra is több potenciális örököse van. Ha bármelyikük kérelmezné, akkor a korona döntheti el, hogy melyik ág örökölheti.
A Charlotte Boyle és a negyedik herceg házasságából született harmadik fiú, George Augustus Henry Cavendish 1831-ben az újra létrehozott Burlington grófja címet, amely így az angol arisztokrácia felfogása szerint családban maradt. Két generációval később a grófi címet viselő William Cavendish lett Devonshire 7. hercege, a Burlington cím azóta a hercegi címmel együtt öröklődik.

### A Cavendish banán
A Cavendish banán a világ legelterjedtebb banánfajtája, a boltokban kapható banánok túlnyomó többsége ebből a fajtából származik. Nevét Devonshire 6. hercegéről kapta, aki a XIX. században egzotikus növényeket neveltetett üvegházában, köztük ezt a banánfajtát is. Az ő kertészetében vált ismertté Európában, innen terjedt el világszerte. A Cavendish banán az 1950-es években leváltotta az addig domináns Gros Michel fajtát, amelyet a Panama-betegség nevű gombás fertőzés kipusztított. A Cavendish viszont most (2025) ugyanilyen sorsra juthat, mert az új Panama-betegség (TR4) rá is veszélyes. Mivel a fajtát vegetatív úton szaporítják, gyakorlatilag minden példány genetikailag azonos, nincs természetes védekezőképessége. Ez a fajta az ipari mezőgazdaság egyik legsebezhetőbb növénye, miközben milliárdok napi étrendjének része.

## William Cavendish, Burlington 2. grófja, Devonshire 7. hercegeKGPC

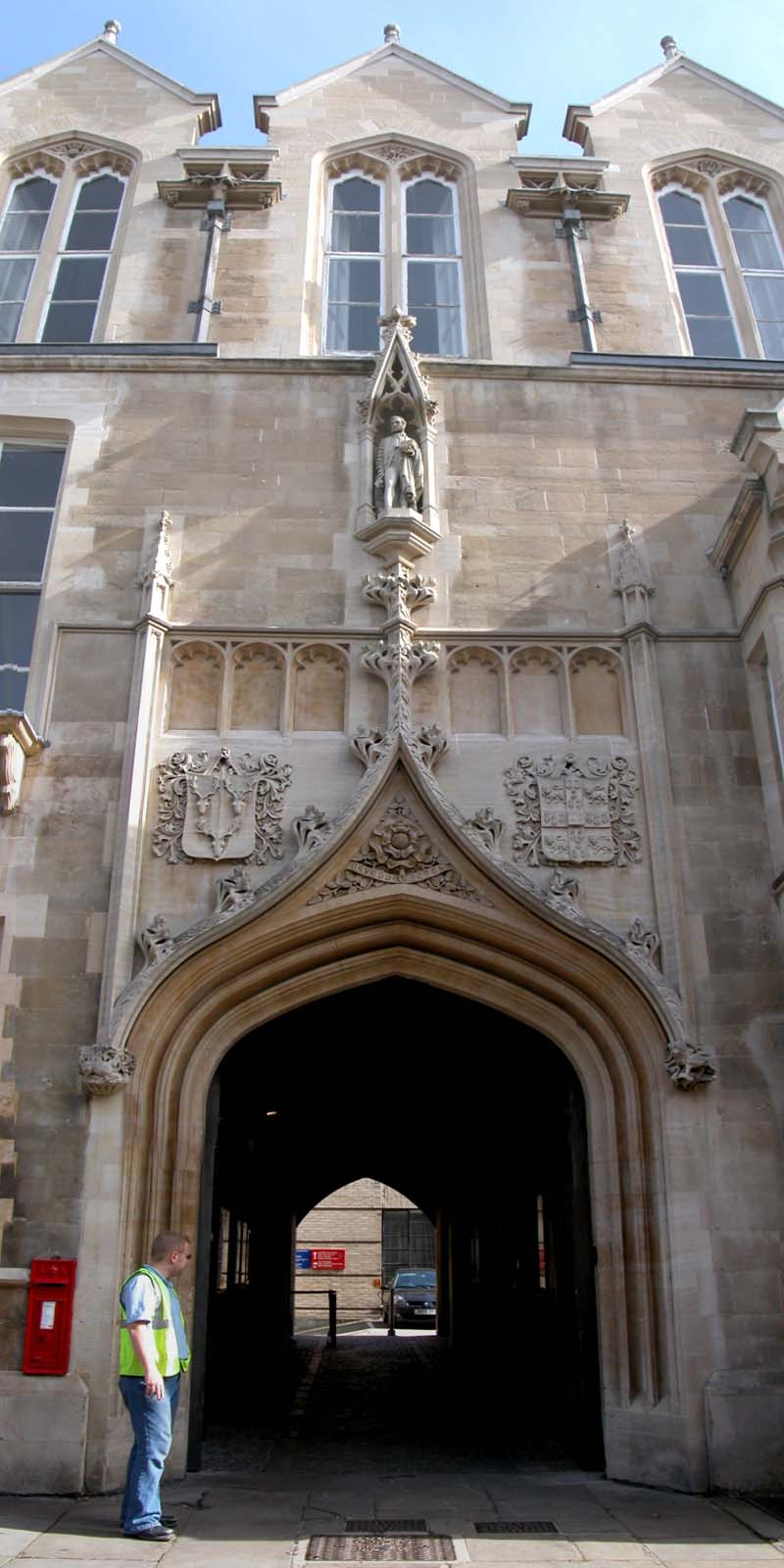
A Cavendish Laboratórium eredeti bejárata a Free School Lane-ről. A balra a Devonshire, jobbra a Cambridge-i Egyetem címere

William Cavendish (1808. április 27. – 1891. december 21.) kiváló tanuló volt Etonban, majd a cambridge-i Trinity College-ban. Itt a matematikai záróvizsgáján az évfolyam második legjobb eredményt érte el, az ókori irodalom és nyelvek (latin, görög) vizsgáin a nyolcadik legjobb volt. A diplomaszerzés évében feleségül vette Blanche Georgiana Howardot, a Carlisle 6. grófjának lányát. A házasok közös őse a negyedik Devonshire herceg és felesége volt.
Pályáját politikusként kezdte, 1829-től a cambridge-i egyetem képviselője volt a brit parlament alsóházában, majd Malton, Derbyshire és Észak-Derbyshire választókerületeit is képviselte 1834-ig. Ekkor örökölte nagyapja címét, és Burlington második grófjaként a Lordok Házába került. 1858-ban távoli unokatestvére, a Devonshire 6. herceg halála után örökölte a hercegi címet és a családi birtokokat, köztük a Chatsworth-házat és a Holker Hallt. A politikától ezt követően visszavonult, de nagy szerepet vállalt tudományos, ipari és oktatási fejlesztésekben.
Nevéhez fűződik Barrow-in-Furness városának ipari fellendítése, ahol a vasércbányászatot és az acélgyártást támogatta, valamint a Furness vasútvonal és a Devonshire és Buccleuch kikötők kiépítése. Jelentős összegekkel támogatta az ír vasúthálózat bővítését is Lismore környékén. A felsőoktatás és tudomány iránti elkötelezettségét bizonyítja, hogy 1836–1856 között a Londoni Egyetem, 1861-től haláláig a Cambridge-i Egyetem, majd 1880-tól a Victoria Egyetem kancellárja volt. Ő alapította a Cavendish Laboratoryt, a laboratórium nevét távoli rokona, Henry Cavendish után kapta, aki a XVIII. század egyik legnagyobb természettudósa volt. Henry Cavendish leginkább a róla elnevezett Cavendish-kísérletéről híres, mellyel először sikerült meghatározni a Föld tömegét és a gravitációs állandót. A Labor 2019-ig harminc Nobel-díjast adott a világnak.

## Spencer Cavendish, Devonshire 8. hercegeKGGCVO[m 9]PC

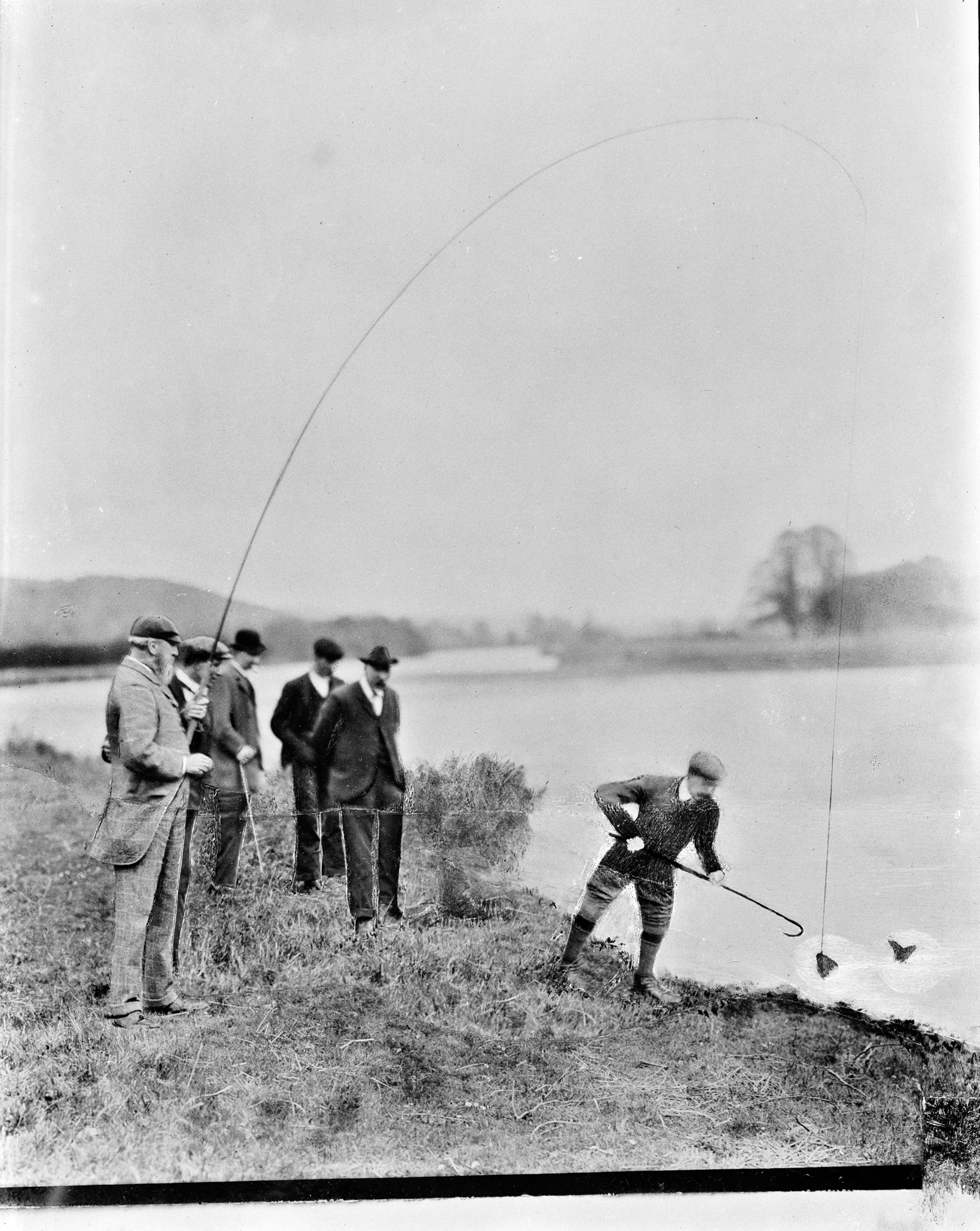
Spencer Cavendish, Devonshire 8. hercege horgászat közben a Munster Blackwater folyón, valószínűleg az írországi családi birtok, Lismore közelében, 1901 és 1908 között. A. H. Poole felvétele

Spencer Cavendish (1833. július 23. – 1908. március 24.) szintén a Trinity College-ban tanult, ahol 1854-ben szerzett mesterdiplomát (MA), a matematikai vizsgákon a második legjobb eredménnyel végzett. Több választókerület parlamenti képviselője volt: Észak-Lancashire (1857–1868 és 1880–1885), Aylesbury és Knaresborough (1804), Radnor (1869–1880) és Rossendale (1885–1891). Kormányzati tisztségei közé tartozott: hadügyminisztériumi államtitkár (1863–1866), az Admiralitás lordja (1863), hadügyminiszter (1866 és 1882–1885), postamesterminiszter (1868–1871), India-ügyi államtitkár (1880–1882), Írország főtitkára (1871–1874), valamint a Titkos tanács elnöke (1895–1903) és az Oktatási Hivatal elnöke (1900–1902). Állami és közéleti tisztségei közül említést érdemel az ír Titkos Tanács tagság (1871), a Glasgowi Egyetem rektori (1877–1880), a Cambridge-i (1892–1908) és a manchesteri Victoria Egyetem kancellári (1907) tisztsége. Derby megye hadnagya, Yorkshire megye helyettes hadnagya, Lancashire megyei békebíró, valamint Waterford megye hadnagya. Cavendish 24 évet töltött különféle kormányzati tisztségekben, ezzel az ő miniszteri pályafutása a negyedik leghosszabb a modern brit politika történetében.
Spnecer Cavendish a Liberális Párt tagjaként kezdte politikai pályafutását, és annak vezető politikusa volt az 1860-as évektől kezdve. A párt egyik meghatározó alakjaként több kormányban is miniszteri posztot töltött be, majd 1886-ban, az ír önkormányzat (Home Rule) kérdésében kialakult nézeteltérés miatt szakított William Gladstone-nal, és vezető szerepet vállalt a Liberális Unionista Párt megalapításában. Ettől kezdve 1903-as visszavonulásáig a Liberális Unionista Párt vezetője volt, amely a Konzervatív Párttal szövetségben működött.
Sok éven át a kurtizán Catherine Walters („Skittles”) volt a szeretője. A herceg 59 éves korában házasodott meg. William Drogo Montagu, manchester 7. hercegének hatvan éves özvegyét vette el. Luise Friederike Auguste von Alten a Hannoveri Királyságbeli von Alten grófjának lánya volt, házasságai okán „kétszeres hercegnő“-ként emlegették.
A herceg halálhírének kézhezvétele után a Lordok Háza példátlan módon tiszteletére felfüggesztette ülését. Margot Asquith szerint Devonshire hercege „olyan ember volt, akinek hasonmását soha többé nem látjuk; egyedülállóan állt a világban, és csakis Angliából származhatott. Megjelenése egy iparosra, szűkszavúsága egy parasztra, udvariassága egy királyra, hangos humorérzéke pedig Falstaffra emlékeztetett. Nagy, ziháló hahotával nevetett minden igazán fontos dolgon, és végtelen bölcsességgel bírt. Teljesen mentes volt az önzés minden formájától, rettenthetetlenül őszinte volt és minden kicsinyességtől mentes.”
Jonathan Parry történész szerint „örökölte a whig meggyőződést a politikai vezetés kötelességéről, amelyet a művelt, vagyonos kora viktoriánus liberálisokra jellemző intellektuális eszmék is erősítettek: az a bizalom, hogy a szabadkereskedelem alkalmazása, a racionális közigazgatás, a tudományos kutatás és a hazafias védelmi politika előmozdítják Nagy-Britannia nemzetközi nagyságát – amiben ő mélyen hitt – valamint gazdasági és társadalmi fejlődését… példaképpé vált a kötelességtudó arisztokrata megtestesítőjeként.”

## Victor Cavendish, Devonshire 9. hercegeKGGCMG[m 12]GCVO[m 9]PC
Victor Christian William Cavendish (1868. május 31. – 1938. május 6.) a családi hagyományoknak megfelelően Etonban, majd a cambridge-i Trinity College-ban tanult, ahol 1891-ben szerzett diplomát. Ugyanebben az évben került be a brit alsóházba a West Derbyshire-i választókerület képviselőjeként. Alig múlt 23 éves, ő volt a legfiatalabb képviselő a parlamentben. 1892-ben feleségül vette Evelyn Petty-FitzMaurice-t, a volt indiai alkirály és kanadai főkormányzó, Henry Petty-FitzMaurice, Lansdowne 5. márkijának leányát.
A politikában a konzervatívok oldalán állt, miután örökölte a Devonshire hercegi címet, automatikusan a lordok házának tagja lett. Pályafutása során több fontos tisztséget töltött be: volt Treasurer of the Household (1900–1903), a Pénzügyminisztérium államtitkára (1903–1905), majd a tengerészet egyik politikai vezetője, a Civil Lord of the Admiralty (1915–1916).

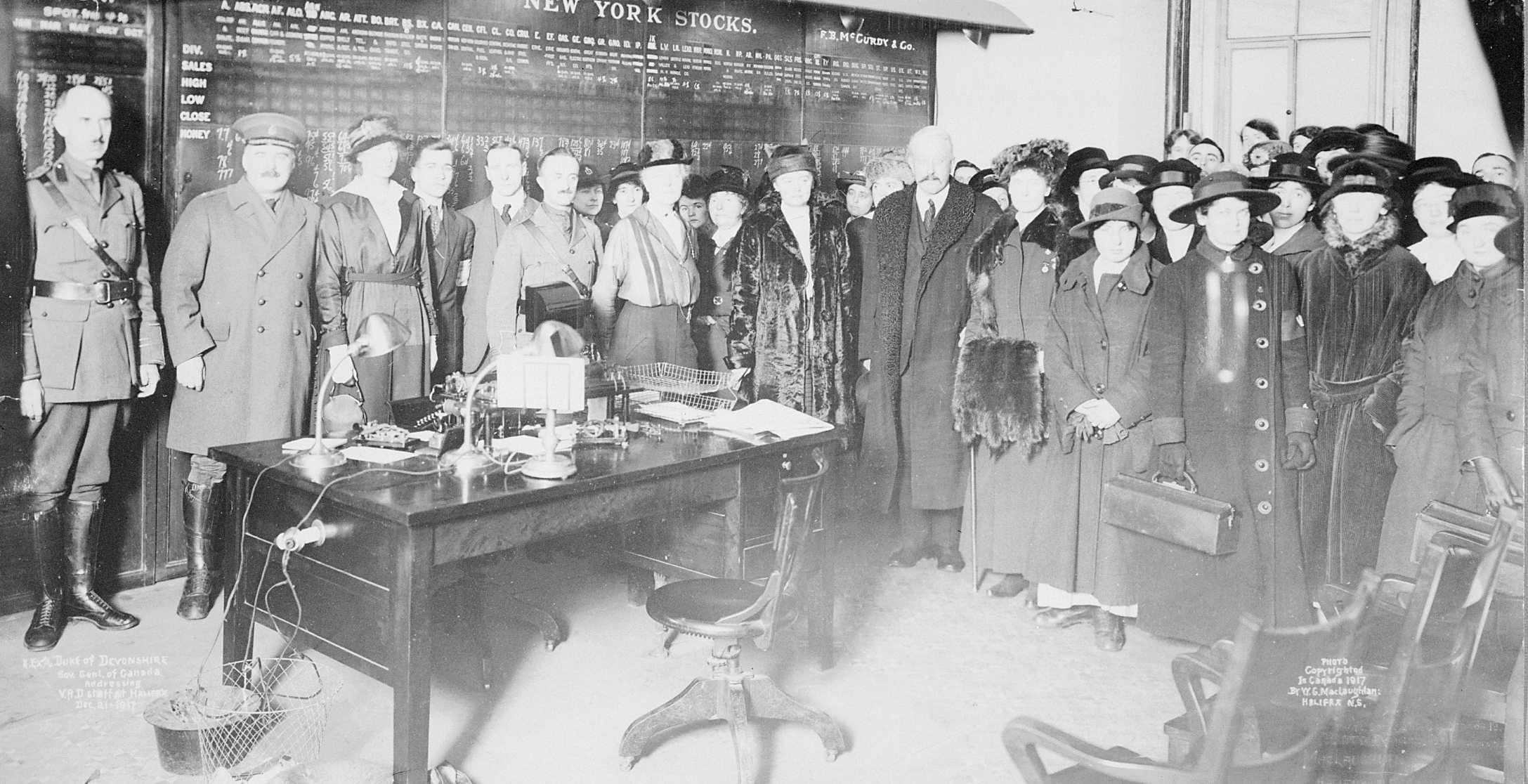
Victor Cavendish, Kanada főkormányzója önkéntes segélyszolgálati dolgozókhoz szól az 1917-es halifaxi robbanás után, 1917. december 21-én. Fotó: W. G. McLaughlan

Victor Cavendish 1916 és 1921 között Kanada főkormányzójaként szolgált. Megbízatása az I. világháború közepén kezdődött. Bár eredetileg politikai kinevezettként fogadták, népszerűsége gyorsan nőtt. Támogatta a hadsereg toborzását, végiglátogatta a tartományokat és katonai táborokat, erősítette a brit-kanadai kapcsolatokat. A világháború végén segítette a hazatérő katonák beilleszkedését és az agrárpolitika fejlesztését. Működése idején fokozatosan bővült a domínium önállósága, például 1920-tól a kormányzó köteles volt a kanadai kabinet tanácsa szerint eljárni, nem közvetlenül a londoni kormány utasításai szerint. Devonshire ezt elfogadta, és így a kanadai alkotmányos fejlődés egyik csendes támogatója lett. A háborús évek nehézségei és a francia–angol nyelvi feszültségek közepette is kiegyensúlyozott szerepet játszott, politikailag semlegesnek maradt, de támogatta a társadalmi stabilitást. A kanadai sajtóban és a közéletben elismeréssel írtak róla távozása után.
Hazatérése után 1922 és 1924 között gyarmati miniszterként (Secretary of State for the Colonies) dolgozott Bonar Law és Baldwin kormányaiban. Legfontosabb politikai hagyatéka az 1923-as Devonshire White Paper volt, amely kiállt az afrikai lakosság jogai mellett a kenyai gyarmaton, és így megakadályozta a fehér kisebbségi uralom kialakulását a dél-afrikai modell mintájára.
Hű maradt a közélethez élete végéig: volt a Leedsi Egyetem kancellárja (1909-től), a Cambridge-i Egyetem főgondnoka, Derbyshire hadnagya és több mezőgazdasági, kulturális és oktatási intézmény patrónusa. Szenvedélyes gazdálkodóként és állattenyésztőként folytatta a Holker Hall-i birtok családi hagyományait. Ő nyitotta meg a Cavendish Golf Clubot. 1938-ban hunyt el Chatsworthban.

## Edward Cavendish, Devonshire 10. hercegeKG
Edward William Spencer Cavendish (1895. május 6. – 1950. november 26.) a családi szokásnak megfelelően Etonban, majd a cambridge-i Trinity College-ban tanult. 1913-tól szolgált a Derbyshire Yeomanry kötelékében, az első világháború során az egyiptomi és francia hadszíntereken harcolt, kétszer említették dicséretben, és több katonai rangot is elért (többek közt: őrnagy, alezredes). Részt vett az 1919-es párizsi békekonferencián, ahol az MBE renddel tüntették ki, és megkapta a francia Becsületrendet is.
1923 és 1938 között konzervatív parlamenti képviselőként szolgált West Derbyshire körzetében. Később a brit kormányban parlamenti államtitkári tisztségeket töltött be a domínium-, az indiai és burmai, valamint a gyarmati ügyekben (1936–1945). Helyi szerepet is vállalt: 1919–20-ban Buxton polgármestere, 1938-tól haláláig Derbyshire hadnagya volt, emellett a Cambridge-i Egyetem főintendánsa és a Leedsi Egyetem kancellárja lett. 1941-ben a Térdszalagrend lovagjává avatták, 1947-től pedig az angol szabadkőművesség nagymestere volt.
1917-ben feleségül vette – a volt miniszterelnök, Robert Gascoyne-Cecil, Salisbury 3. márkija unokáját –. Mary Gascoyne-Cecilt, akivel öt gyermeket neveltek. Edward testvére, Dorothy Cavendish Harold Macmillan miniszterelnök felesége volt, öccse, Charles Cavendish Fred Astaire nővérének, Adele Astaire-nek a férje.
1950. november 26-án váratlanul hunyt el, szívrohamban, Eastbourne-i otthonában. Halála körülményei – beleértve a jelen levő háziorvost, a hírhedt John Bodkin Adamsot – vitákat váltottak ki, és évekkel később is gyanús halálesetként tartották számon.

## Andrew Cavendish, Devonshire 11. hercegeKGPC

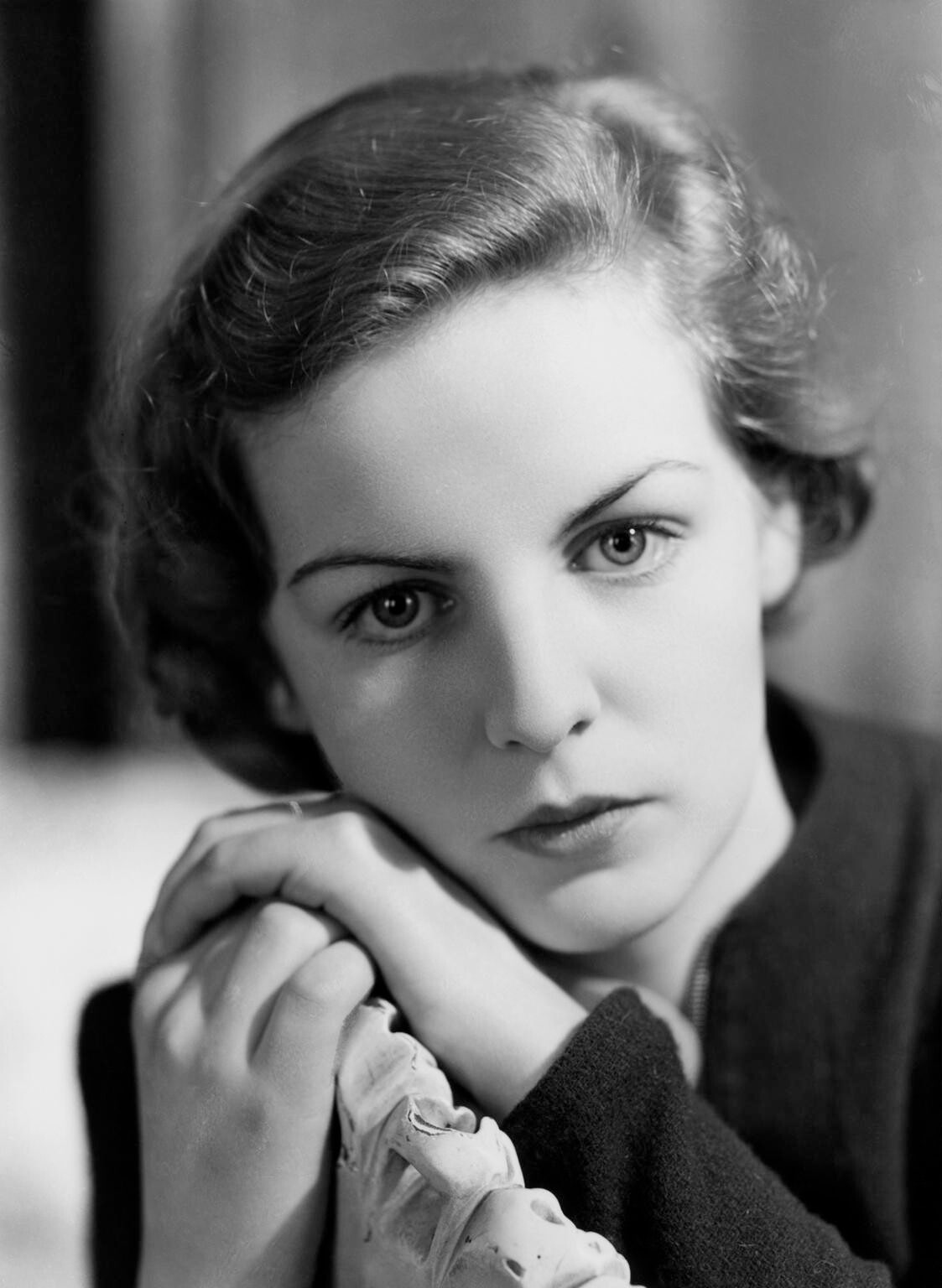
Deborah Mitford, Devonshire hercegnéje

Andrew Robert Buxton Cavendish (1920. január 2., meghalt 2004. május 3-án) a családi szokásnak megfelelően Etonban, majd a cambridge-i Trinity College-ban tanult. A második világháborúban a Coldstream Guards* Coldstream tisztjeként szolgált, ahol bátorságáért megkapta a Hadikereszt kitüntetést.
Andrew Cavendish bátyja, William Cavendish, Hartington márkija, a második világháborúban a Coldstream Guards hadnagyaként a Normandiai partraszállás után, 1944. szeptember 9-én esett el a belgiumi Heppen városánál. Halálát ellenséges géppuskatűz okozta, amikor a brit csapatok a német vonalak ellen nyomultak előre. Andrew felesége Kathleen Kennedy (1920–1948) volt, John F. Kennedy elnök lánya volt. William halála után Andrew lett a Cavendish hercegi cím örököse 1950-ben megörökölte a hercegi címet és a hatalmas, de súlyosan eladósodott birtokot. 
Politikai pályafutása során több tisztséget is betöltött: volt a Nemzetközösségi Kapcsolatok Minisztériumának államtitkára (1960–1962), majd államminisztere (1962–1964), továbbá a Manchesteri Egyetem kancellárja (1965–1986). Konzervatívként kezdte, de később csatlakozott a Szociáldemokrata Párthoz, és a Lordok Házában függetlenként ült. 
Örökségét súlyos örökösödési adó terhelte, így kénytelen volt jelentős műkincseket, földterületeket eladni, de sikerült megőriznie Chatsworth házát, amit felesége segítségével látogatható kastéllyá és gazdaságilag fenntartható műemlékké alakított. Felesége, Deborah Mitford révén is közismert házaspárként váltak a brit közélet fontos alakjaivá. Emellett Lismore Castle (Írország) és Bolton Abbey (Yorkshire) is a tulajdonában maradt. Szenvedélyes műgyűjtőként a kortárs brit művészet pártolójaként vált ismertté.
Életének utolsó szakaszában is aktív maradt: megalapította a Next Century Foundation nevű nemzetközi párbeszédplatformot, és jelentős szerepet játszott a köztulajdonhoz való hozzáférés kiszélesítésében is, amikor megnyitotta birtokának egy részét a kirándulók előtt. 1996-ban a Térdszalagrend lovagjává avatták.

## Peregrine Cavendish, Devonshire 12. hercege KCVO[m 9]
Peregrine Andrew Morny Cavendish (1944. április 27. –) tanulmányait az Eton College-ban, az Oxfordi Egyetem Exeter College-ában és a Royal Agricultural College-ban (Királyi Agráregyetem) végezte. A közéletben elsősorban a lóversenyzés terén vált ismertté: az Ascoti lóversenypálya elnökeként és Őfelsége képviselőjeként tevékenykedett, a Brit Lóversenyzési Tanács első elnöke volt. 1997-ben a Brit Birodalom Rendjének parancsnoki fokozatával (CBE), majd 2009-ben a Királyi Viktória-rend lovagparancsnokává (KCVO) nevezték ki.
A művészetek támogatója, a Wallace Gyűjtemény és a Sheffieldi Múzeumi Alapítvány kurátora, a Sotheby’s aukciósház alelnöke volt. Kortárs brit művészeti gyűjteménye jelentős, a Chatsworth-ház látogatói számára is bemutatott darabokkal. A Devonshire Arms szállodalánc elnöke, a Heywood Hill könyvesbolt tulajdonosa, és 2008–2018 között a Derbyi Egyetem kancellárja volt.
1967-ben feleségül vette Amanda Carmen Heywood-Lonsdale-t, három gyermekük született. A hercegi pár aktívan részt vesz a chatsworthi birtok turisztikai működtetésében, közéleti szerepvállalásaik révén szoros kapcsolatot ápolnak a brit királyi családdal.
A hercegi cím örököse (2025) William Cavendish, Burlington grófja. Feleségével – Laura Ann Roundell-lel – három gyerekük született: Maude Cavendish (2009), a hercegi cím örökösének örököse, James Cavendish, Lord Cavendish (2010) és  Elinor Myrtle Cavendish (2013).

## A Devonshire hercegek családfája
- > a Cavendish család felmenői
- > Devonshire grófja
- William Cavendish (1640–1707),  Devonshire 1. hercege ∞ Mary Butler (1646–1710)
  - William Cavendish (1672–1729),  Devonshire 2. hercege ∞² Rachel Russell (1674–1725)
    - William Cavendish (1698–1755),  Devonshire 3. hercege
      - William Cavendish,  Devonshire 4. hercege (1720–1764) ∞ Charlotte Elizabeth Boyle (1731–1754),  Clifford 6. bárónője
        - William Cavendish (1748–1811)  Devonshire 5. hercege ∞¹ Georgiana Spencer (1757–1806)[m 20] ∞² Elizabeth Christiana Hervey (1758–1824)
          - Georgiana Cavendish (1783–1858), ∞ George Howard (1773-1848),  Carlisle 6. grófja ▶
            - Blanche Howard (1812–1840) ∞ William Cavendish (1808–91),  Devonshire 7. hercege ♥¹

          - Harriet Cavendish(1785–1862) ∞ Granville Leveson-Gower,  Granville 1. grófja ▶
          - William Cavendish (1790–1858),  Devonshire 6. hercege ▶

        - Dorothy Cavendish (1750–1794) ∞ William Bentinck (1738–1809)[m 21],  Portland 3. hercege ▶
        - George Augustus Henry Cavendish (1754–1834),  Burlington 1. grófja
          - William Cavendish (1783–1812) ∞ Louisa Cavendish (1779 - 1863) ♥²
            - William Cavendish (1808–91),  Devonshire 7. hercege ∞ Blanche Howard (1812–1840) ♥¹
              - Spencer Cavendish (1833–1908),  Devonshire 8. hercege ∞ Luise Friederike Auguste von Alten (1832–1911)
              - Frederick Cavendish (1836–1882)[m 22] ∞ Lucy Caroline Lyttelton (1841–1925)[m 23]
              - Edward Cavendish (1838–1891)[m 24]
                - Victor Cavendish (1868–1938),  Devonshire 9. hercege ∞ Evelyn Emily Mary Fitzmaurice (1870–1960)
                  - Edward Cavendish (1895–1950),  Devonshire 10. hercege ∞ Mary Alice Gascoyne-Cecil (1895–1988)
                    - William John Robert Cavendish (1917–1944), Hartington márkija ∞ Kathleen Kennedy (1920–1948)
                    - Andrew Cavendish (1920–2004),  Devonshire 11. hercege ∞ Deborah Vivien Freeman-Mitford (1920–2014)[m 15]

                      - Peregrine Cavendish (1944–),  Devonshire 12. hercege
                        - (1) William Cavendish (1969–), Burlington grófja ∞ Laura Ann Roundell
                          - Maude Cavendish (2009)
                          - (2) James Cavendish, Lord Cavendish (2010)
                          - Elinor Myrtle Cavendish (2013)

                  - Dorothy Evelyn Cavendish (1900–1966) ∞ Harold Macmillan (1894–1986),  Stockton 1. grófja (1984)
                  - Charles Arthur Francis Cavendish (1905–1944) ∞ Adele Marie Austerlitz (Astaire) (1896–1981)

                - Richard Cavendish (1871–1946)[m 25] ∞ Moyra de Vere Beauclerk (1876–1942) ▶
                  - Richard Edward Osborne Cavendish (1917–1972)[m 26]
                    - (3) Hugh Cavendish (1941–),  Furness Cavendish bárója (életre szóló cím)[m 27]

          - Charles Cavendish (1793–1863),  Chesham 1. bárója
            - ... innen Chesham bárói

      - Elizabeth Cavendish (1723–1796) ∞ John Ponsonby (1713-1787)[m 28]
        - Frances Ponsonby (1757–1827) ∞ Cornelius O'Callaghan (1741–1797)[m 29],  Lismore 1. bárója
          - Louisa Cavendish (1779 - 1863) ∞ William Cavendish (1783–1812) ♥²

    - Charles Cavendish (1704–1783)[m 30]
      - Henry Cavendish (1731–1810)

Forrás: Wikidata és Entitree

## Címer

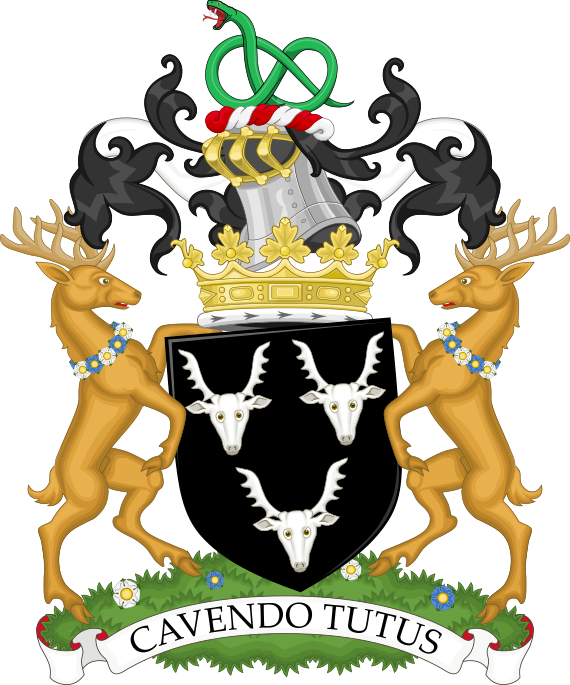
aaa

- Pajzs: fekete mezőben három ezüst szarvasfej homlokból ábrázolva.[m 31]
- Sisakdísz: Természetes színű csomóba tekeredett kígyó.[m 32]
- Pajzstartók: mindkét oldalon természetes színű szarvas, nyakuk körül váltakozó ezüst és kék rózsákból font koszorúval.
- Jelmondat: Cavendo Tutus, azaz „Óvatosság által biztonságban” vagy „Óvatosan biztonságban”. A jelmondat első három betűje a Cavendish első három betűjével megegyező, vélhetően szándékosan.

Amikor William Cavendish, az első Devonshire gróf új főnemesi címet kapott 1618-ban, és ezzel önálló armoirát (teljes jogú címert) használt, nem kellett feltüntetnie a köznemesi címmel is használt három szarvas-fejes címeren a különbségjelet, a második fiúra utaló félholdat. Azért nem, mert nem volt már „második fiú” a heraldikai rendben, hanem címet nyert nemes. Ilyenkor a személy új címerként örökítheti tovább a családi címert módosítás nélkül, vagy új armoirát is kialakíthat. A Cavendishek esetében a grófi (majd hercegi) ág lett a főág, így a különbségjelek elhagyása teljesen szokásos.

## A Devonshire hercegek festményen
- Devonshire 1. hercege, Devonshire 4. grófja, XVIII. századi ábrázolás.
- Devonshire 2. hercege portréja Charles Jervas festményén (kb. 1700–1729, olaj, vászon).
- Devonshire 3. hercege (1740. január 1.), George Knapton festménye.
- William Cavendish, Hartington márkija, később Devonshire 4. hercege (1741), William Hogarth festménye.
- Devonshire 5. hercege (1768), Pompeo Batoni olajfestménye.
- Devonshire 6. hercege (kb. 1806–1809), ismeretlen festő olajképe.
- Devonshire 7. hercege, az 1883-as olajfestmény George Frederic Watts műve.
- Devonshire 8. hercege portréja, Hubert von Herkomer 1897-es olajfestménye.
- Devonshire 9. hercege Kanada főkormányzói tisztségében (kb. 1916–1921 között készült portré).
- Devonshire 10. hercege 1900 körül, akkori címén Hartington márkija. Üveglemezes negatív, Bain News Service felvétele.
- Devonshire 11. hercege. Fotó: Allan Warren.
- A Devonshire 12. hercegről nincs kép a Wikimedia Commonsban.

## Fordítás
- Ez a szócikk részben vagy egészben  a   Cavendish family című angol Wikipédia-szócikk ezen változatának fordításán alapul.  Az eredeti cikk szerkesztőit annak laptörténete sorolja fel. Ez a jelzés csupán a megfogalmazás eredetét és a szerzői jogokat jelzi, nem szolgál a cikkben szereplő információk forrásmegjelöléseként.
- Ez a szócikk részben vagy egészben  a   William Cavendish, 1st Duke of Devonshire című angol Wikipédia-szócikk ezen változatának fordításán alapul.  Az eredeti cikk szerkesztőit annak laptörténete sorolja fel. Ez a jelzés csupán a megfogalmazás eredetét és a szerzői jogokat jelzi, nem szolgál a cikkben szereplő információk forrásmegjelöléseként.
- Ez a szócikk részben vagy egészben  a   William Cavendish, 2nd Duke of Devonshire című angol Wikipédia-szócikk ezen változatának fordításán alapul.  Az eredeti cikk szerkesztőit annak laptörténete sorolja fel. Ez a jelzés csupán a megfogalmazás eredetét és a szerzői jogokat jelzi, nem szolgál a cikkben szereplő információk forrásmegjelöléseként.
- Ez a szócikk részben vagy egészben  a   William Cavendish, 3rd Duke of Devonshire című angol Wikipédia-szócikk ezen változatának fordításán alapul.  Az eredeti cikk szerkesztőit annak laptörténete sorolja fel. Ez a jelzés csupán a megfogalmazás eredetét és a szerzői jogokat jelzi, nem szolgál a cikkben szereplő információk forrásmegjelöléseként.
- Ez a szócikk részben vagy egészben  a   William Cavendish, 4th Duke of Devonshire című angol Wikipédia-szócikk ezen változatának fordításán alapul.  Az eredeti cikk szerkesztőit annak laptörténete sorolja fel. Ez a jelzés csupán a megfogalmazás eredetét és a szerzői jogokat jelzi, nem szolgál a cikkben szereplő információk forrásmegjelöléseként.
- Ez a szócikk részben vagy egészben  a   William Cavendish, 5th Duke of Devonshire című angol Wikipédia-szócikk ezen változatának fordításán alapul.  Az eredeti cikk szerkesztőit annak laptörténete sorolja fel. Ez a jelzés csupán a megfogalmazás eredetét és a szerzői jogokat jelzi, nem szolgál a cikkben szereplő információk forrásmegjelöléseként.
- Ez a szócikk részben vagy egészben  a   William Cavendish, 6th Duke of Devonshire című angol Wikipédia-szócikk ezen változatának fordításán alapul.  Az eredeti cikk szerkesztőit annak laptörténete sorolja fel. Ez a jelzés csupán a megfogalmazás eredetét és a szerzői jogokat jelzi, nem szolgál a cikkben szereplő információk forrásmegjelöléseként.
- Ez a szócikk részben vagy egészben  a   William Cavendish, 7th Duke of Devonshire című angol Wikipédia-szócikk ezen változatának fordításán alapul.  Az eredeti cikk szerkesztőit annak laptörténete sorolja fel. Ez a jelzés csupán a megfogalmazás eredetét és a szerzői jogokat jelzi, nem szolgál a cikkben szereplő információk forrásmegjelöléseként.
- Ez a szócikk részben vagy egészben  a   Spencer Cavendish, 8th Duke of Devonshire című angol Wikipédia-szócikk ezen változatának fordításán alapul.  Az eredeti cikk szerkesztőit annak laptörténete sorolja fel. Ez a jelzés csupán a megfogalmazás eredetét és a szerzői jogokat jelzi, nem szolgál a cikkben szereplő információk forrásmegjelöléseként.
- Ez a szócikk részben vagy egészben  a   Victor Cavendish, 9th Duke of Devonshire című angol Wikipédia-szócikk ezen változatának fordításán alapul.  Az eredeti cikk szerkesztőit annak laptörténete sorolja fel. Ez a jelzés csupán a megfogalmazás eredetét és a szerzői jogokat jelzi, nem szolgál a cikkben szereplő információk forrásmegjelöléseként.
- Ez a szócikk részben vagy egészben  az   Edward Cavendish, 10th Duke of Devonshire című angol Wikipédia-szócikk ezen változatának fordításán alapul.  Az eredeti cikk szerkesztőit annak laptörténete sorolja fel. Ez a jelzés csupán a megfogalmazás eredetét és a szerzői jogokat jelzi, nem szolgál a cikkben szereplő információk forrásmegjelöléseként.
- Ez a szócikk részben vagy egészben  az   Andrew Cavendish, 11th Duke of Devonshire című angol Wikipédia-szócikk ezen változatának fordításán alapul.  Az eredeti cikk szerkesztőit annak laptörténete sorolja fel. Ez a jelzés csupán a megfogalmazás eredetét és a szerzői jogokat jelzi, nem szolgál a cikkben szereplő információk forrásmegjelöléseként.
- Ez a szócikk részben vagy egészben  a   Peregrine Cavendish, 12th Duke of Devonshire című angol Wikipédia-szócikk ezen változatának fordításán alapul.  Az eredeti cikk szerkesztőit annak laptörténete sorolja fel. Ez a jelzés csupán a megfogalmazás eredetét és a szerzői jogokat jelzi, nem szolgál a cikkben szereplő információk forrásmegjelöléseként.
- Ez a szócikk részben vagy egészben  a   Duke of Devonshire Emerald című angol Wikipédia-szócikk ezen változatának fordításán alapul.  Az eredeti cikk szerkesztőit annak laptörténete sorolja fel. Ez a jelzés csupán a megfogalmazás eredetét és a szerzői jogokat jelzi, nem szolgál a cikkben szereplő információk forrásmegjelöléseként.
- Ez a szócikk részben vagy egészben  a   Bentinck family című angol Wikipédia-szócikk ezen változatának fordításán alapul.  Az eredeti cikk szerkesztőit annak laptörténete sorolja fel. Ez a jelzés csupán a megfogalmazás eredetét és a szerzői jogokat jelzi, nem szolgál a cikkben szereplő információk forrásmegjelöléseként.
- Ez a szócikk részben vagy egészben  az   Earl of Portland című angol Wikipédia-szócikk ezen változatának fordításán alapul.  Az eredeti cikk szerkesztőit annak laptörténete sorolja fel. Ez a jelzés csupán a megfogalmazás eredetét és a szerzői jogokat jelzi, nem szolgál a cikkben szereplő információk forrásmegjelöléseként.
- Ez a szócikk részben vagy egészben  a   Baron Clifford című angol Wikipédia-szócikk ezen változatának fordításán alapul.  Az eredeti cikk szerkesztőit annak laptörténete sorolja fel. Ez a jelzés csupán a megfogalmazás eredetét és a szerzői jogokat jelzi, nem szolgál a cikkben szereplő információk forrásmegjelöléseként.
- Ez a szócikk részben vagy egészben  az   Earl of Burlington című angol Wikipédia-szócikk ezen változatának fordításán alapul.  Az eredeti cikk szerkesztőit annak laptörténete sorolja fel. Ez a jelzés csupán a megfogalmazás eredetét és a szerzői jogokat jelzi, nem szolgál a cikkben szereplő információk forrásmegjelöléseként.
- Ez a szócikk részben vagy egészben  a   Cavendish banana című angol Wikipédia-szócikk ezen változatának fordításán alapul.  Az eredeti cikk szerkesztőit annak laptörténete sorolja fel. Ez a jelzés csupán a megfogalmazás eredetét és a szerzői jogokat jelzi, nem szolgál a cikkben szereplő információk forrásmegjelöléseként.